# Philoponella vittata
Espèce
Synonymes
- Uloborus vittatus Keyserling, 1881
- Uloborus servulus Simon, 1893
- Uloborus semiargenteus Simon, 1893
- Uloborus amazonicus Mello-Leitão, 1949

Philoponella vittata est une espèce d'araignées aranéomorphes de la famille des Uloboridae.

## Distribution
Cette espèce se rencontre du Panama au Paraguay.

## Description
Les mâles mesurent de 3,6 à 4,2 mm et les femelles de 4,7 à 6,3 mm.

## Publication originale
- Keyserling, 1881 : Neue Spinnen aus Amerika. III. Verhandlungen der kaiserlich-königlichen zoologisch-botanischen Gesellschaft in Wien, vol. 31, p. 269-314 (texte intégral).